# سفارت ارمنستان در وین
سفارت ارمنستان در وین (ارمنی: ՀԱՅԱՍՏԱՆԻ ՀԱՆՐԱՊԵՏՈՒԹՅԱՆ ԴԵՍՊԱՆՈՒԹՅՈՒՆ ԵՎ ՄՇՏԱԿԱՆ ՆԵՐԿԱՅԱՑՈՒՑՉՈՒԹՅՈՒՆ؛ آلمانی: Armenische Botschaft in Wien)، نمایندگی دیپلماتیک جمهوری ارمنستان در وین پایتخت جمهوری اتریش می‌باشد که در شماره ۲۸ خیابان هادیک (Hadikgasse)، در منطقه پنتسینگ، وین واقع شده‌است. روابط دیپلماتیک بین دو کشور در سال ۱۹۹X برقرار شده‌است. هم‌اکنون آرمن پاپیکیان مقام سفیر جمهوری ارمنستان در وین را عهده‌دار است.

## اطلاعات
- آدرس: شماره ۲۸ خیابان هادیک (Hadikgasse)، در منطقه پنتسینگ، وین
- تلفن:
- اتریش و اسلواکی

## نگارخانه

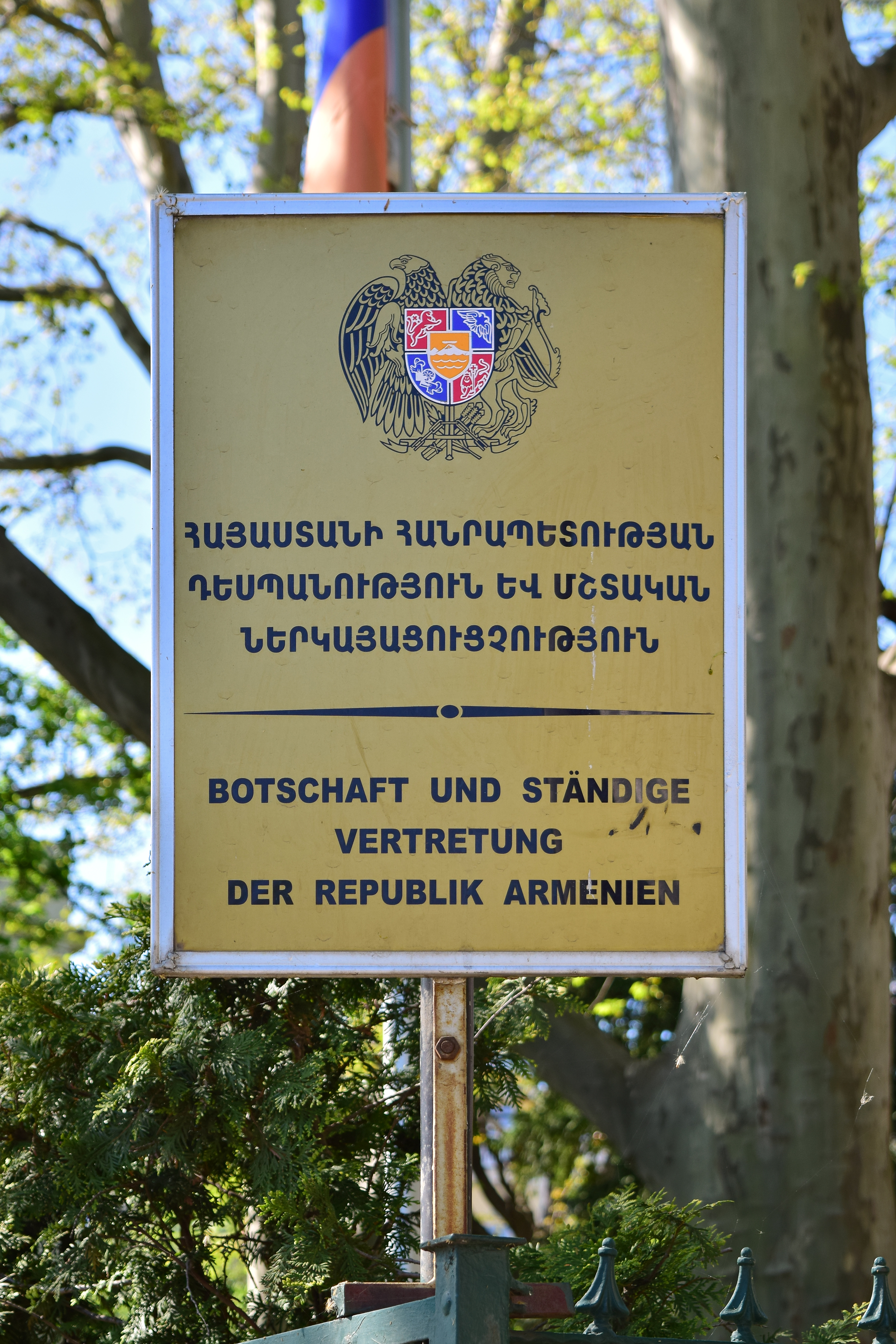

## فهرست سفیران
- آرمن کیراکوسیان (۲۰۱۱–۲۰۱۸)
- آشوت آلکسانیان؟[۱]
- آشوت هواکیمیان (۲۰۰۵–۲۰۱۱)
- ساموئل مکرتچیان (۱۹۹۷–۱۹۹۸)
- آشوت ووسکانیان (۱۹۹۵–۱۹۹۷)
- آرمان ناواساردیان (۱۹۹۳–۱۹۹۵)
- آرا هاکوبیان (۱۹۹۳–۱۹۹۵)